# Phyllomyia maculosa
Phyllomyia maculosa là một loài ruồi trong họ Tachinidae.